# Duitsland op de Olympische Zomerspelen 1996
Duitsland nam deel aan de Olympische Zomerspelen 1996 in Atlanta, Verenigde Staten.

## Medaillewinnaars
| Sport          | Olympiër | Discipline                    | Medaille |
| -------------- | --- | ----------------------------- | -------- |
| Atletiek       | Lars Riedel | discuswerpen (m)              | Goud     |
| Atletiek       | Astrid Kumbernuss | kogelstoten (v)               | Goud     |
| Atletiek       | Ilke Wyludda | discuswerpen (v)              | Goud     |
| Gymnastiek     | Andreas Wecker | rekstok (m)                   | Goud     |
| Judo           | Udo Quellmalz | -65kg (m)                     | Goud     |
| Kanovaren      | Oliver Fix | K-1 slalom (m)                | Goud     |
| Kanovaren      | Andreas Dittmer Gunar Kirchbach | C-2 1000m (m)                 | Goud     |
| Kanovaren      | Kay Bluhm Torsten Gutsche | K-2 500m (m)                  | Goud     |
| Kanovaren      | Detlef Hofmann Thomas Reineck Olaf Winter Mark Zabel                                                                                   | K-4 1000m (m)                 | Goud     |
| Kanovaren      | Birgit Fischer Manuela Mucke Anett Schuck Ramona Portwich                                                                              | K-4 500m (m)                  | Goud     |
| Paardensport   | Isabell Werth | dressuur individueel          | Goud     |
| Paardensport   | Klaus Balkenhol Martin Schaudt Monica Theodorescu Isabell Werth                                                                        | dressuur team                 | Goud     |
| Paardensport   | Ulrich Kirchhoff | springconcours individueel    | Goud     |
| Paardensport   | Ludger Beerbaum Ulrich Kirchhoff Lars Nieberg Franke Sloothaak                                                                         | springconcours team           | Goud     |
| Roeien         | Andreas Hajek André Steiner Stephan Volkert André Willms                                                                               | dubbel-vier (m)               | Goud     |
| Roeien         | Kathrin Boron Kerstin Köppen Katrin Rutschow Jana Sorgers                                                                              | dubbel-vier (v)               | Goud     |
| Schietsport    | Ralf Schumann | 25m snelvuurpistool (m)       | Goud     |
| Schietsport    | Christian Klees | 50m geweer liggend (m)        | Goud     |
| Wielersport    | Jens Fiedler | sprint (m)                    | Goud     |
| Zeilen         | Thomas Flach Bernd Jäkel Jochen Schümann                                                                                               | soling                        | Goud     |
| Atletiek       | Frank Busemann | tienkamp (m)                  | Zilver   |
| Boksen         | Oktay Urkal | -63,5kg (m)                   | Zilver   |
| Boogschieten   | Barbara Mensing Sandra Wagner Cornelia Pfohl                                                                                           | team (v)                      | Zilver   |
| Gewichtheffen  | Marc Huster | -83kg (m)                     | Zilver   |
| Gewichtheffen  | Ronny Weller | +108kg (m)                    | Zilver   |
| Kanovaren      | Kay Bluhm Torsten Gutsche | K-2 1000m (m)                 | Zilver   |
| Kanovaren      | Birgit Fischer Ramona Portwich | K-2 500m (v)                  | Zilver   |
| Roeien         | Roland Baar Wolfram Huhn Detlef Kirchhoff Mark Kleinschmidt Frank Richter Thorsten Streppelhoff Peter Thiede Ulrich Viefers Marc Weber | acht (m)                      | Zilver   |
| Schietsport    | Petra Horneber | 10m luchtgeweer (v)           | Zilver   |
| Schietsport    | Susanne Kiermayer | dubbeltrap (v)                | Zilver   |
| Schoonspringen | Jan Hempel | 10m toren (m)                 | Zilver   |
| Schoonspringen | Annika Walter | 10m toren (v)                 | Zilver   |
| Worstelen      | Thomas Zander | -82kg Grieks-Romeins (m)      | Zilver   |
| Zwemmen        | Sandra Völker | 100m vrije slag (v)           | Zilver   |
| Zwemmen        | Franziska van Almsick | 200m vrije slag (v)           | Zilver   |
| Zwemmen        | Dagmar Hase | 400m vrije slag (v)           | Zilver   |
| Zwemmen        | Dagmar Hase | 800m vrije slag (v)           | Zilver   |
| Zwemmen        | Dagmar Hase Kerstin Kielgass Franziska van Almsick Sandra Völker Meike Freitag Simone Osygus                                           | 4x200m vrije slag (v)         | Zilver   |
| Atletiek       | Florian Schwarthoff | 110m horden (m)               | Brons    |
| Atletiek       | Andrej Tiwontschik | polsstokhoogspringen (m)      | Brons    |
| Atletiek       | Grit Breuer Linda Kisabaka Uta Rohländer Anja Rücker                                                                                   | 4x400m (v)                    | Brons    |
| Boksen         | Zoltan Lunka | -51kg (m)                     | Brons    |
| Boksen         | Thomas Ulrich | -81kg (m)                     | Brons    |
| Boksen         | Luan Krasniqi | -91kg (m)                     | Brons    |
| Gewichtheffen  | Oliver Caruso | -91kg (m)                     | Brons    |
| Judo           | Richard Trautmann | -60kg (m)                     | Brons    |
| Judo           | Marko Spittka | -86kg (m)                     | Brons    |
| Judo           | Frank Möller | +95kg (m)                     | Brons    |
| Judo           | Johanna Hagn | +72kg (v)                     | Brons    |
| Kanovaren      | Thomas Becker | K-1 slalom (m)                | Brons    |
| Kanovaren      | André Ehrenberg Michael Senft | C-2 slalom (m)                | Brons    |
| Roeien         | Thomas Lange | skiff (m)                     | Brons    |
| Schermen       | Sabine Bau Anja Fichtel-Mauritz Monika Weber                                                                                           | floret team (v)               | Brons    |
| Tafeltennis    | Jörg Roßkopf | enkelspel (m)                 | Brons    |
| Tennis         | Marc-Kevin Goellner David Prinosil | dubbelspel (m)                | Brons    |
| Wielersport    | Judith Arndt | individuele achtervolging (v) | Brons    |
| Worstelen      | Arawat Sabejew | -100kg vrije stijl (m)        | Brons    |
| Worstelen      | Maik Bullmann | -90kg Grieks-Romeins (m)      | Brons    |
| Zwemmen        | Mark Warnecke | 100m schoolslag (m)           | Brons    |
| Zwemmen        | Mark Pinger Christian Tröger Bengt Zikarsky Björn Zikarsky Alexander Lüderitz                                                          | 4x100m vrije slag (m)         | Brons    |
| Zwemmen        | Aimo Heilmann Christian Keller Christian Tröger Steffen Zesner Konstantin Dubrovin Oliver Lampe                                        | 4x200m vrije slag (m)         | Brons    |
| Zwemmen        | Sandra Völker | 50m vrije slag (v)            | Brons    |
| Zwemmen        | Dagmar Hase | 200m vrije slag (v)           | Brons    |
| Zwemmen        | Cathleen Rund | 200m rugslag (v)              | Brons    |
| Zwemmen        | Antje Buschschulte Simone Osygus Franziska van Almsick Sandra Völker Meike Freitag                                                     | 4x100m vrije slag (v)         | Brons    |

## Deelnemers en resultaten
(m) = mannen, (v) = vrouwen

### Atletiek
| Olympiër                                                              | Discipline               | Resultaat | Prestatie                                                                                             |
| --------------------------------------------------------------------- | ------------------------ | --------- | --- |
| Marc Blume                                                            | 100m (m)                 | 26e       | serie 6: 3de in 10,33 kwartfinale 1: 6de in 10,33                                                     |
| Joachim Dehmel                                                        | 800m (m)                 | 25e       | serie 1: 5de in 2.47,12                                                                               |
| Nico Motchebon                                                        | 800m (m)                 | 5e        | serie 2: 2de in 1.45,82 halve finale 1: 2de in 1.45,40 finale: 5de in 1.43,91                         |
| Michael Gottschalk                                                    | 1500m (m)                | 38e       | serie 2: 11de in 3.56,46                                                                              |
| Dieter Baumann                                                        | 5000m (m)                | 4e        | serie 2: 6de in 13.52,00 halve finale 2: 3de in 14.03,75 finale: 4de in 13.08,81                      |
| Stéphane Franke                                                       | 5000m (m)                | 14e       | serie 3: 10de in 14.06,34 halve finale 1: 9de in 13.40,49 finale: 14de in 13.44,64                    |
| Stéphane Franke                                                       | 10000m (m)               | 4e        | serie 2: 7de in 28.24,30 'finale: 9de in 27.59,08                                                     |
| Claude Edorh                                                          | 110m horden (m)          | 23e       | serie 1: 4de in 13,74 kwartfinale 3: 6de in 13,64                                                     |
| Eric Kaiser                                                           | 110m horden (m)          | 13e       | serie 4: 2de in 13,64 kwartfinale 1: niet gefinisht halve finale 1: 8ste in 13,59                     |
| Florian Schwarthoff                                                   | 110m horden (m)          | Brons     | serie 2: 1ste in 13,39 kwartfinale 2: 2de in 13,27 halve finale 2: 1ste in 13,13 finale: 3de in 13.17 |
| Kim Bauermeister                                                      | 3000m steeplechase (m)   | 24e       | serie 2: 8ste in 8.36,86 halve finale 1: 12de in 8.51,83                                              |
| Steffen Brand                                                         | 3000m steeplechase (m)   | 6e        | serie 3: 4de in 8.31,18 halve finale 2: 3de in 8.19,11 finale: 6de in 8.18,52                         |
| Martin Strege                                                         | 3000m steeplechase (m)   | 10e       | serie 1: 6de in 8.32,76 halve finale 1: 5de in 8.27,99 finale: 10de in 8.30,31                        |
| Michael Huke Marc Blume Holger Blume Florian Schwarthoff Andreas Ruth | 4x100m (m)               | DNF       | serie 2: 2de in 38,77 halve finale 1: niet gefinisht                                                  |
| Rico Lieder Andreas Hein Kai Karsten Thomas Schönlebe                 | 4x400m (m)               | 17e       | serie 5: 4de in 3.05,16                                                                               |
| Konrad Dobler                                                         | marathon (m)             | 48e       | 2:21.12                                                                                               |
| Stephan Freigang                                                      | marathon (m)             | DNF       | niet gefinisht                                                                                        |
| Nischan Daimer                                                        | 20km snelwandelen (m)    | 15e       | 1:23.23                                                                                               |
| Andreas Erm                                                           | 20km snelwandelen (m)    | 24e       | 1:25.08                                                                                               |
| Robert Ihly                                                           | 20km snelwandelen (m)    | 17e       | 1:23.47                                                                                               |
| Axel Noack                                                            | 50km snelwandelen (m)    | 12e       | 3:51.55                                                                                               |
| Thomas Wallstab                                                       | 50km snelwandelen (m)    | 15e       | 3:54.48                                                                                               |
| Ronald Weigel                                                         | 50km snelwandelen (m)    | DNF       | niet gefinisht                                                                                        |
| Georg Ackermann                                                       | verspringen (m)          | 21e       | kwalificatie groep B: 11de met 7,86m                                                                  |
| Hans-Peter Lott                                                       | verspringen (m)          | DNF       | kwalificatie groep A: geen geldige sprong                                                             |
| Charles Friedek                                                       | hink-stap-springen (m)   | 14e       | kwalificatie groep B: 6de met 16,71m                                                                  |
| CWolfgang Kreißig                                                     | hoogspringen (m)         | 9e        | kwalificatie groep B: 5de met 2,28m finale: 9de met 2,29m                                             |
| Tim Lobinger                                                          | polsstokhoogspringen (m) | 7e        | kwalificatie groep A: 1ste met 5,70m finale: 7de met 5,80m                                            |
| Michael Stolle                                                        | polsstokhoogspringen (m) | 9e        | kwalificatie groep A: 6de met 5,70m finale: 9de met 5,70m                                             |
| Andrej Tiwontschik                                                    | polsstokhoogspringen (m) | Brons     | kwalificatie groep B: 4de met 5,70m finale: 3de met 5,92m (OR)                                        |
| Oliver-Sven Buder                                                     | kogelstoten (m)          | 5e        | kwalificatie groep A: 1ste met 20,43m finale: 5de met 20,51m                                          |
| Michael Mertens                                                       | kogelstoten (m)          | 16e       | kwalificatie groep A: 8ste met 19,07m                                                                 |
| Dirk Urban                                                            | kogelstoten (m)          | 13e       | kwalificatie groep B: 7de met 19,39m                                                                  |
| Michael Möllenbeck                                                    | discuswerpen (m)         | 35e       | kwalificatie groep B: 7de met 55,18m                                                                  |
| Lars Riedel                                                           | discuswerpen (m)         | Goud      | kwalificatie groep A: 1ste met 64,66m finale: 1ste met 69,40m (OR)                                    |
| Jürgen Schult                                                         | discuswerpen (m)         | 6e        | kwalificatie groep A: 5de met 62,56m finale: 6de met 64,62m                                           |
| Peter Blank                                                           | speerwerpen (m)          | 9e        | kwalificatie groep A: 5de met 82,58m finale: 9de met 81,82m                                           |
| Raymond Hecht                                                         | speerwerpen (m)          | 4e        | kwalificatie groep A: 4de met 83,24m finale: 4de met 86,88m                                           |
| Boris Henry                                                           | speerwerpen (m)          | 5e        | kwalificatie groep B: 4de met 83,22m finale: 5de met 85,68m                                           |
| Claus Dethloff                                                        | kogelslingeren (m)       | 14e       | kwalificatie groep A: 7de met 74,60m                                                                  |
| Karsten Kobs                                                          | kogelslingeren (m)       | 18e       | kwalificatie groep B: 9de met 74,20m                                                                  |
| Heinz Weis                                                            | kogelslingeren (m)       | 5e        | kwalificatie groep A: 2de met 77,84m finale: 5de met 79,78m                                           |
| Frank Busemann                                                        | tienkamp (m)             | Zilver    | 8706 punten                                                                                           |
| Frank Müller                                                          | tienkamp (m)             | 14e       | 8253 punten                                                                                           |
| Dirk-Achim Pajonk                                                     | tienkamp (m)             | 20e       | 8045 punten                                                                                           |
|                                                                       |                          |           | |
| Silke Lichtenhagen                                                    | 100m (v)                 | 25e       | serie 4: 3de in 11,30 kwartfinale 3: 7de in 11,53                                                     |
| Melanie Paschke                                                       | 100m (v)                 | 10e       | serie 2: 2de in 11,27 kwartfinale 4: 4de in 11,18 halve finale 2: 6de in 11,14                        |
| Andrea Philipp                                                        | 100m (v)                 | 17e       | serie 7: 3de in 11,32 kwartfinale 2: 5de in 11,38                                                     |
| Melanie Paschke                                                       | 200m (v)                 | 12e       | serie 1: 3de in 22,93 kwartfinale 2: 3de in 22,84 halve finale 2: 6de in 22,81                        |
| Grit Breuer                                                           | 400m (v)                 | 8e        | serie 5: 2de in 52,20 kwartfinale 1: 2de in 50,57 halve finale 1: 4de in 50,75 finale: 8ste in 50,71  |
| Linda Kisabaka                                                        | 800m (v)                 | 10e       | serie 2: 3de in 1.59,56 halve finale 1: 6de in 1.59,23                                                |
| Sylvia Kühnemund                                                      | 1500m (v)                | 22e       | serie 2: 7de in 4.14,35 halve finale 2: 10de in 4.16,85                                               |
| Carmen Wüstenhagen                                                    | 1500m (v)                | 14e       | serie 1: 4de in 4.10,06 halve finale 1: 7de in 4.11,47                                                |
| Claudia Lokar                                                         | 5000m (v)                | 15e       | serie 2: 6de in 15.28,35                                                                              |
| Petra Wassiluk                                                        | 5000m (v)                | 18e       | serie 1: 7de in 15.37,76                                                                              |
| Kathrin Ullrich-Weßel                                                 | 10000m (v)               | 28e       | serie 1: 13de in 33.31,67                                                                             |
| Kristin Patzwahl                                                      | 100m horden (v)          | 14e       | serie 4: 4de in 12,98 kwartfinale 3: 3de in 12,91 halve finale 1: 7de in 13,05                        |
| Birgit Wolf                                                           | 100m horden (v)          | 25e       | serie 1: 5de in 13,16 kwartfinale 4: 5de in 13,08                                                     |
| Heike Meißner                                                         | 400m horden (v)          | 5e        | serie 4: 2de in 55,05 halve finale 1: 3de in 54,27 finale: 5de in 54,03                               |
| Silvia Rieger                                                         | 400m horden (v)          | 8e        | serie 2: 3de in 55,33 halve finale 2: 2de in 54,27 finale: 8ste in 54,57                              |
| Andrea Philipp Silke Lichtenhagen Melanie Paschke Silke-Beate Knoll   | 4x100m (v)               | DNF       | serie 2: niet gefinisht                                                                               |
| Uta Rohländer Linda Kisabaka Anja Rücker Grit Breuer                  | 4x400m (v)               | Brons     | serie 2: 1ste in 3.24,08 finale: 3de in 3.21,14                                                       |
| Katrin Dörre-Heinig                                                   | marathon (v)             | 4e        | 2:28.45                                                                                               |
| Sonja Krolik-Oberem                                                   | marathon (v)             | 8e        | 2:31.16                                                                                               |
| Uta Pippig                                                            | marathon (v)             | DNF       | niet gefinisht                                                                                        |
| Kathrin Born-Boyde                                                    | 10km snelwandelen (v)    | 15e       | 44.50                                                                                                 |
| Beate Anders-Gummelt                                                  | 10km snelwandelen (v)    | DNF       | niet gefinisht                                                                                        |
| Petra Lobinger                                                        | hink-stap-springen (v)   | DNF       | kwalificatie groep B: geen geldige sprong                                                             |
| Alina Astafei                                                         | hoogspringen (v)         | 5e        | kwalificatie groep B: 1ste met 1,93m finale: 5de met 1,96m                                            |
| Astrid Kumbernuss                                                     | kogelstoten (v)          | Goud      | kwalificatie groep A: 1ste met 19,93m finale: 1ste met 20,56m                                         |
| Kathrin Neimke                                                        | kogelstoten (v)          | 7e        | kwalificatie groep B: 5de met 19,02m finale: 7de met 18,92m                                           |
| Stephanie Storp                                                       | kogelstoten (v)          | 6e        | kwalificatie groep B: 2de met 19,29m finale: 6de met 19,06m                                           |
| Franka Dietzsch                                                       | discuswerpen (v)         | 4e        | kwalificatie groep B: 2de met 63,94m finale: 4de met 65,48m                                           |
| Anja Gündler                                                          | discuswerpen (v)         | 11e       | kwalificatie groep B: 3de met 63,80m finale: 11de met 61,16m                                          |
| Ilke Wyludda                                                          | discuswerpen (v)         | Goud      | kwalificatie groep A: 1ste met 66,78m finale: 1ste met 69,66m                                         |
| Karen Forkel                                                          | speerwerpen (v)          | 6e        | kwalificatie groep B: 6de met 60,84m finale: 6de met 64,18m                                           |
| Steffi Nerius                                                         | speerwerpen (v)          | 9e        | kwalificatie groep A: 5de met 60,98m finale: 9de met 60,20m                                           |
| Silke Renk                                                            | speerwerpen (v)          | 13e       | kwalificatie groep B: 7de met 59,70m                                                                  |
| Peggy Beer                                                            | zevenkamp (v)            | 13e       | 6234 punten                                                                                           |
| Sabine Braun                                                          | zevenkamp (v)            | 7e        | 6317 punten                                                                                           |
| Mona Steigauf                                                         | zevenkamp (v)            | 11e       | 6246 punten                                                                                           |

### Badminton
| Olympiër                     | Discipline     | Resultaat | Prestatie                                                                                           |
| ---------------------------- | -------------- | --------- | --------------------------------------------------------------------------------------------------- |
| Michael Helber               | enkelspel (m)  | 17e       | 1ste ronde: W van BLR Korchouk: 15-12, 15-1 2de ronde: V van TPE Liu: 15-8, 0-15, 2-15              |
| Oliver Pongratz              | enkelspel (m)  | 33e       | 1ste ronde: V van CHN Yu: 5-15, 15-12, 1-15                                                         |
| Michael Helber Michael Keck  | dubbelspel (m) | 9e        | 1ste ronde: W van SWE Axelsson/Jönsson: 15-8, 15-13 2de ronde: V van RUS Antropov/Zuyev: 1-15, 7-15 |
|                              |                |           | |
| Katrin Schmidt Kerstin Ubben | dubbelspel (v) | 9e        | 1ste ronde: W van MRI de Souza/Jean-Pierre: 15-1, 15-2 2de ronde: V van CHN Ge/Gu: 3-15, 6-15       |
|                              |                |           | |
| Michael Keck Karen Stechmann | dubbelspel (g) | 17e       | 1ste ronde: V van GBR Ponting/Wright: 10-15, 14-18                                                  |

### Boksen
| Olympiër      | Discipline  | Resultaat | Prestatie |
| ------------- | ----------- | --------- | --- |
| Zoltan Lunka  | -51kg (m)   | Brons     | 1ste ronde: W van MEX Castillo: 13-7 2de ronde: W van INA Ballo: 18-12 kwartfinale: W van ALG Assous: 19-6 halve finale: V van KAZ Jumadilov: 6-12                            |
| Falk Huste    | -57kg (m)   | 5e        | 1ste ronde: W van GBR Burke: 13-9 2de ronde: W van UZB Ibragimov: 8-4 kwartfinale: V van BUL Todorov: 6-14                                                                    |
| Oktay Urkal   | -63,5kg (m) | Zilver    | 1ste ronde: W van PHI Galido: 19-2 2de ronde: W van USA Diaz: 14-6 kwartfinale: W van FRA Mouchi: 19-8 halve finale: W van TUN Missaoui: 20-6 finale: V van CUB Vinent: 13-20 |
| Markus Beyer  | -71kg (m)   | 5e        | 1ste ronde: W van ROU Vastag: 17-12 2de ronde: W van HUN Mizsei: 14-6 kwartfinale: V van KAZ Ibraimov: 9-19                                                                   |
| Sven Ottke    | -75kg (m)   | 9e        | 1ste ronde: W van FRA Mendy: 11-4 2de ronde: V van CUB Hernandez: 0-5 |
| Thomas Ulrich | -81kg (m)   | Brons     | 1ste ronde: W van AUS Timeri: 21-7 2de ronde: W van SWE Kone: 24-9 kwartfinale: W van BRA Bispo Jr: 14-7 halve finale: V van KOR Lee: 8-12                                    |
| Luan Krasniqi | -91kg (m)   | Brons     | 1ste ronde: W van UZB Chagayev: 12-4 2de ronde: W van RUS Kshinin: 10-2 kwartfinale: W van BLR Dychkov: 10-5 halve finale: V van CUB Savon: walk-over                         |
| René Monse    | +91kg (m)   | 5e        | 1ste ronde: vrij 2de ronde: W van EGY Ahmed: 12-9 kwartfinale: V van RUS Lezin: 5-9                                                                                           |

### Boogschieten
| Olympiër                                            | Discipline      | Resultaat | Prestatie |
| --------------------------------------------------- | --------------- | --------- | --- |
| Barbara Mensing                                     | individueel (v) | 8e        | plaatsingsronde: 42ste met 632 punten 1ste ronde: W van RUS Tutachukova: 150-145 2de ronde: W van INA Lantang: 144-141 3de ronde: W van MDA Valeeva: 163-158 kwartfinale: V van CHN He: 93-103 |
| Cornelia Pfohl                                      | individueel (v) | 40e       | plaatsingsronde: 47ste met 621 punten 1ste ronde: V van BLR Zabugina: 150-152 |
| Sandra Wagner-Sachse                                | individueel (v) | 34e       | plaatsingsronde: 24ste met 6640 punten 1ste ronde: V van TPE Lin: 158-162 |
| Barbara Mensing Cornelia Pfohl Sandra Wagner-Sachse | team (v)        | Zilver    | plaatsingsronde: 11de met 1893 punten 1ste ronde: W van Italië: 245-236 kwartfinale: W van China: 232-231 halve finale: W van Turkije: 239-237 finale: V van Zuid-Korea: 235-245               |

### Gewichtheffen
| Olympiër          | Discipline | Resultaat | Prestatie                                                           |
| ----------------- | ---------- | --------- | ------------------------------------------------------------------- |
| Andreas Behm      | -70kg (m)  | 10e       | trekken: 10de met 147,5 kg stoten: 8ste met 180 kg totaal: 327,5 kg |
| Andrey Poitschke  | -76kg (m)  | 10e       | trekken: 11de met 155 kg stoten: 10de met 180 kg totaal: 335 kg     |
| Ingo Steinhöfel   | -76kg (m)  | 6e        | trekken: 5de met 160 kg stoten: 7de met 187,5 kg totaal: 347,5 kg   |
| Marc Huster       | -83kg (m)  | Zilver    | trekken: 2de met 170 kg stoten: 1ste met 213,5 kg totaal: 383,5 kg  |
| Oliver Caruso     | -91kg (m)  | Brons     | trekken: 4de met 175 kg stoten: 1ste met 215 kg totaal: 390 kg      |
| Igor Sadykov      | -99kg (m)  | 7e        | trekken: 5de met 177,5 kg stoten: 7de met 207,5 kg totaal: 385 kg   |
| Mario Kalinke     | -108kg (m) | 9e        | trekken: 8ste met 177,5 kg stoten: 10de met 212,5 kg totaal: 390 kg |
| Dimitri Prochorow | -108kg (m) | 11e       | trekken: 12de met 175 kg stoten: 6de met 215 kg totaal: 390 kg      |
| Manfred Nerlinger | +108kg (m) | 9e        | trekken: 6de met 185 kg stoten: 5de met 237,5 kg totaal: 422,5 kg   |
| Ronny Weller      | +108kg (m) | Zilver    | trekken: 1ste met 200 kg stoten: 2de met 255 kg totaal: 455 kg      |

### Gymnastiek
| Olympiër                                                                                                   | Discipline               | Resultaat | Prestatie                                                              |
| --- | ------------------------ | --------- | ---------------------------------------------------------------------- |
| Marius Tobü                                                                                                | ringen (m)               | 7e        | kwalificatie: 3de met 19,350 punten finale: 7de met 9,737 punten       |
| Andreas Wecker                                                                                             | ringen (m)               | 5e        | kwalificatie: 9de met 19,350 punten finale: 5de met 9,762 punten       |
| Andreas Wecker                                                                                             | rekstok (m)              | Goud      | kwalificatie: 3de met 19,387 punten finale: 1ste met 9,850 punten      |
| Valeri Belenki                                                                                             | meerkamp individueel (m) | 6e        | kwalificatie: 15de met 113,910 punten finale: 6de met 57,848 punten    |
| Uwe Billerbeck                                                                                             | meerkamp individueel (m) | 101e      | kwalificatie: 101ste met 75,399 punten                                 |
| Jan-Peter Nikiferow                                                                                        | meerkamp individueel (m) | 23e       | kwalificatie: 24ste met 113,198 punten finale: 23ste met 56,824 punten |
| Karsten Oelsch                                                                                             | meerkamp individueel (m) | 75e       | kwalificatie: 75ste met 100,461 punten                                 |
| Marius Tobü                                                                                                | meerkamp individueel (m) | 110e      | kwalificatie: 110de met 45,100 punten                                  |
| Oliver Walther                                                                                             | meerkamp individueel (m) | 32e       | kwalificatie: 32ste met 112,562 punten                                 |
| Andreas Wecker                                                                                             | meerkamp individueel (m) | 13e       | kwalificatie: 9de met 114,474 punten finale: 13de met 57,412 punten    |
| Valeri Belenki Uwe Billerbeck Jan-Peter Nikiferow Karsten Oelsch Marius Tobü Oliver Walther Andreas Wecker | meerkamp team (m)        | 7e        | 567,405 punten                                                         |
| |                          |           |                                                                        |
| Yvonne Pioch                                                                                               | meerkamp individueel (v) | 72e       | kwalificatie: 72ste met 69,687 punten                                  |
| Kathleen Stark                                                                                             | meerkamp individueel (v) | 55e       | kwalificatie: 55ste met 73,537 punten                                  |

### Handbal

#### Mannen
| Olympiër | Discipline | Resultaat | Prestatie |
| --- | ---------- | --------- | --- |
| Andreas Thiel Christian Scheffler Christian Schwarzer Daniel Stephan Holger Löhr Jan Fegter Jan Holpert Karsten Kohlhaas Klaus-Dieter Petersen Markus Baur Martin Schmidt Martin Schwalb Stefan Kretzschmar Thomas Knorr Volker Zerbe | mannen     | 7e        | groep B: 4de W van Brazilië: 30-20 V van Spanje: 20-22 V van Egypte: 22-24 W van Algerije: 25-23 W van Frankrijk: 24-23 7-8ste plek: W van Zwitserland: 23-16 |

| Groep B |           |             |             |             |             |            |            |            |        |
| #       | Land      | Wedstrijden | Wedstrijden | Wedstrijden | Wedstrijden | Doelpunten | Doelpunten | Doelpunten | Punten |
| #       | Land      | G           | W           | G           | V           | V          | T          | Saldo      | Punten |
| 1       | Frankrijk | 5           | 4           | 0           | 1           | 145        | 114        | +31        | 8      |
| 2       | Spanje    | 5           | 4           | 0           | 1           | 114        | 97         | +17        | 8      |
| 3       | Egypte    | 5           | 3           | 0           | 2           | 113        | 103        | +10        | 6      |
| 4       | Duitsland | 5           | 3           | 0           | 2           | 121        | 112        | +9         | 6      |
| 3       | Algerije  | 5           | 0           | 1           | 4           | 95         | 117        | -22        | 1      |
| 4       | Brazilië  | 5           | 0           | 1           | 4           | 100        | 145        | -45        | 1      |

| Ronde       | Datum   | Plaats      | Land  | Score     | Land |
| ----------- | ------- | ----------- | ----- | --------- | ---- |
| Groepsfase  |         |             |       |           |      |
| 24 juli     | Atlanta | Duitsland   | 30-20 | Brazilië  |      |
| 25 juli     | Atlanta | Spanje      | 22-20 | Duitsland |      |
| 27 juli     | Atlanta | Duitsland   | 22-24 | Egypte    |      |
| 29 juli     | Atlanta | Duitsland   | 25-23 | Algerije  |      |
| 31 juli     | Atlanta | Frankrijk   | 23-24 | Duitsland |      |
| 7-8ste plek |         |             |       |           |      |
| 2 augustus  | Atlanta | Zwitserland | 16-23 | Duitsland |      |

#### Vrouwen
| Olympiër | Discipline | Resultaat | Prestatie |
| --- | ---------- | --------- | --- |
| Andrea Bölk Bianca Urbanke Tine Lindemann Csilla Elekes Eike Bram Emilia Luca Eva Kiss-Györi Franziska Heinz Grit Jurack Heike Murrweiss Marlies Waelzer Melanie Schliecker Michaela Erler Michaela Schanze Miroslava Ritskiavitchius | vrouwen    | 6e        | groep A: 3de V van Zuid-Korea: 20-33 V van Noorwegen: 23-28 W van Angola: 27-12 5-6de plek: V van China: 26-28 |

| Groep A |            |             |             |             |             |            |            |            |        |
| #       | Land       | Wedstrijden | Wedstrijden | Wedstrijden | Wedstrijden | Doelpunten | Doelpunten | Doelpunten | Punten |
| #       | Land       | G           | W           | G           | V           | V          | T          | Saldo      | Punten |
| 1       | Zuid-Korea | 3           | 3           | 0           | 0           | 83         | 60         | +23        | 6      |
| 2       | Noorwegen  | 3           | 2           | 0           | 1           | 79         | 66         | +13        | 4      |
| 3       | Duitsland  | 3           | 1           | 0           | 2           | 70         | 73         | -3         | 2      |
| 4       | Angola     | 3           | 0           | 0           | 3           | 49         | 82         | -23        | 0      |

| Ronde        | Datum   | Plaats     | Land  | Score     | Land |
| ------------ | ------- | ---------- | ----- | --------- | ---- |
| Groepsfase   |         |            |       |           |      |
| 26 juli      | Atlanta | Zuid-Korea | 33-20 | Duitsland |      |
| 28 juli      | Atlanta | Duitsland  | 23-28 | Noorwegen |      |
| 30 juli      | Atlanta | Duitsland  | 27-12 | Angola    |      |
| 5-6de plaats |         |            |       |           |      |
| 1 augustus   | Atlanta | Duitsland  | 27-28 | China     |      |

### Hockey

#### Mannen
| Olympiër | Discipline | Resultaat | Prestatie |
| --- | ---------- | --------- | --- |
| Christopher Reitz Michael Knauth Jan-Peter Tewes Carsten Fischer Christian Blunck Stefan Saliger Björn Emmerling Patrick Bellenbaum Sven Meinhardt Christoph Bechmann Oliver Domke Andreas Becker Michael Green Klaus Michler Volker Fried Christian Mayerhöfer | mannen     | 7e        | groep A: 2de V van Spanje: 0-1 G van India: 1-1 W van Pakistan: 3-1 W van Argentinië: 3-0 W van Verenigde Staten: 3-0 halve finale: V van Nederland: 1-3 bronzen finale: V van Australië: 2-3 |

| Groep A |                  |             |             |             |             |            |            |            |        |
| #       | Land             | Wedstrijden | Wedstrijden | Wedstrijden | Wedstrijden | Doelpunten | Doelpunten | Doelpunten | Punten |
| #       | Land             | G           | W           | G           | V           | V          | T          | Saldo      | Punten |
| 1       | Spanje           | 5           | 4           | 1           | 0           | 14         | 5          | +9         | 8      |
| 2       | Duitsland        | 5           | 3           | 1           | 1           | 10         | 3          | +7         | 7      |
| 3       | India            | 5           | 2           | 2           | 1           | 8          | 3          | +5         | 5      |
| 4       | Pakistan         | 5           | 2           | 1           | 2           | 11         | 8          | +3         | 5      |
| 5       | Argentinië       | 5           | 2           | 0           | 3           | 9          | 13         | -4         | 4      |
| 6       | Verenigde Staten | 5           | 0           | 0           | 5           | 3          | 23         | -20        | 0      |

| Ronde          | Datum   | Plaats           | Land | Score      | Land |
| -------------- | ------- | ---------------- | ---- | ---------- | ---- |
| Groepsfase     |         |                  |      |            |      |
| 20 juli        | Atlanta | Spanje           | 1-0  | Duitsland  |      |
| 22 juli        | Atlanta | Duitsland        | 1-1  | Argentinië |      |
| 24 juli        | Atlanta | Duitsland        | 3-1  | Argentinië |      |
| 26 juli        | Atlanta | Duitsland        | 3-0  | Argentinië |      |
| 28 juli        | Atlanta | Verenigde Staten | 0-3  | Duitsland  |      |
| Halve finale   |         |                  |      |            |      |
| 31 juli        | Atlanta | Duitsland        | 1-3  | Nederland  |      |
| Bronzen finale |         |                  |      |            |      |
| 2 augustus     | Atlanta | Australië        | 3-2  | Duitsland  |      |

#### Vrouwen
| Olympiër | Discipline | Resultaat | Prestatie |
| --- | ---------- | --------- | --- |
| Susie Wollschläger Birgit Beyer Vanessa Schmoranzer Tanja Dickenscheid Nadine Ernsting-Krienke Simone Thomaschinski Irina Kuhnt Melanie Cremer Franziska Hentschel Kristina Peters Eva Hagenbäumer Britta Becker Natascha Keller Philippa Suxdorf Heike Lätzsch Katrin Kauschke | vrouwen    | 7e        | voorronde: 6de W van Argentinië: 2-0 W van Spanje: 2-1 V van Australië: 0-1 V van Nederland: 3-4 G van Verenigde Staten: 1-1 V van Groot-Brittannië: 2-3 V van Zuid-Korea: 0-1 |

| Voorronde |                  |             |             |             |             |            |            |            |        |
| #         | Land             | Wedstrijden | Wedstrijden | Wedstrijden | Wedstrijden | Doelpunten | Doelpunten | Doelpunten | Punten |
| #         | Land             | G           | W           | G           | V           | V          | T          | Saldo      | Punten |
| 1         | Australië        | 7           | 6           | 1           | 0           | 24         | 4          | +20        | 13     |
| 2         | Zuid-Korea       | 7           | 4           | 1           | 2           | 18         | 9          | +9         | 10     |
| 3         | Groot-Brittannië | 7           | 3           | 2           | 2           | 12         | 11         | +1         | 8      |
| 4         | Nederland        | 7           | 3           | 2           | 2           | 15         | 15         | 0          | 8      |
| 5         | Verenigde Staten | 7           | 2           | 2           | 3           | 8          | 11         | -3         | 6      |
| 6         | Duitsland        | 7           | 2           | 1           | 4           | 10         | 11         | -1         | 5      |
| 7         | Argentinië       | 7           | 2           | 1           | 4           | 7          | 21         | -14        | 5      |
| 8         | Spanje           | 7           | 0           | 1           | 6           | 5          | 17         | -12        | 1      |

| Ronde      | Datum   | Plaats           | Land | Score            | Land |
| ---------- | ------- | ---------------- | ---- | ---------------- | ---- |
| Groepsfase |         |                  |      |                  |      |
| 22 juli    | Atlanta | Argentinië       | 0-2  | Duitsland        |      |
| 22 juli    | Atlanta | Spanje           | 1-2  | Duitsland        |      |
| 22 juli    | Atlanta | Australië        | 1-0  | Duitsland        |      |
| 22 juli    | Atlanta | Nederland        | 4-3  | Duitsland        |      |
| 22 juli    | Atlanta | Verenigde Staten | 1-1  | Duitsland        |      |
| 28 juli    | Atlanta | Duitsland        | 2-3  | Groot-Brittannië |      |
| 30 juli    | Atlanta | Duitsland        | 0-1  | Zuid-Korea       |      |

### Judo
| Olympiër            | Discipline | Resultaat | Prestatie |
| ------------------- | ---------- | --------- | --- |
| Richard Trautmann   | -60kg (m)  | Brons     | 1ste ronde: vrij 2de ronde: W van USA Sunada 3de ronde: W van BLR Bagirov kwartfinale: W van KOR Kim halve finale: V van ITA Giovinazzo bronzen finale: W van RUS Ozhegin                                      |
| Udo Quellmalz       | -65kg (m)  | Goud      | 1ste ronde: vrij 2de ronde: W van DOM Figuereo 3de ronde: W van CUB Hernández kwartfinale: W van POR Almeida halve finale: W van BEL Laats finale: W van JPN Nakamura                                          |
| Martin Schmidt      | -71kg (m)  | 7e        | 1ste ronde: vrij 2de ronde: W van POL Wojdan 3de ronde: W van HUN Hajtos kwartfinale: V van JPN Nakamura herkansingen: W van AUT Schleicher herkansingen 2: V van USA Pedro                                    |
| Stefan Dott         | -78kg (m)  | 5e        | 1ste ronde: vrij 2de ronde: W van NCA Dixon 3de ronde: W van BEL Laats kwartfinale: W van TUR Uznadze halve finale: V van FRA Bouras bronzen finale: V van GEO Liparteliani                                    |
| Marko Spittka       | -86kg (m)  | Brons     | 1ste ronde: vrij 2de ronde: W van GEO Alimzhanov 3de ronde: W van BRA Zanol kwartfinale: W van CAN Gill halve finale: V van KOR Jeon bronzen finale: W van JPN Yoshida                                         |
| Detlef Knorrek      | -95kg (m)  | 21e       | 1ste ronde: vrij 2de ronde: V van POR Soares |
| Frank Möller        | +95kg (m)  | Brons     | 1ste ronde: vrij 2de ronde: W van NED Ebbers 3de ronde: V van ESP Pérez herkansingen: W van TUR Tatarogli herkansingen 2: W van HUN Csösz herkansingen 3: W van RUS Kossorotov bronzen finale: W van JPN Ogawa |
|                     |            |           | |
| Jana Perlberg       | -48kg (v)  | 15e       | 1ste ronde: vrij 2de ronde: V van POL Roszkowska |
| Alexa von Schwichow | -52kg (v)  | 9e        | 1ste ronde: vrij 2de ronde: V van CUB Verdecia herkansingen: V van JPN Sugawara |
| Susann Singer       | -61kg (v)  | 9e        | 1ste ronde: V van KOR Jung herkansingen: W van MLT Pace herkansingen 2: V van TUR Kobas |
| Anja von Rekowski   | -66kg (v)  | 14e       | 1ste ronde: W van ITA Pierantozzi 2de ronde: V van GBR Sweatman |
| Hannah Ertel        | -72kg (v)  | 7e        | 1ste ronde: W van USA Bacher 2de ronde: V van JPN Tanabe herkansingen: W van GBR Howey herkansingen 2: V van CUB Luna                                                                                          |
| Johanna Hagn        | +72kg (v)  | Brons     | 1ste ronde: W van NED Seriese 2de ronde: W van ITA Burgatta kwartfinale: V van CHN Sun herkansingen: W van GBR Rogers herkansingen 2: W van BRA da Silva bronzen finale: W van POL Maksymow                    |

### Kanovaren
| Olympiër                                                          | Discipline    | Resultaat | Prestatie                                                                           |
| Slalom                                                            | Slalom        | Slalom    | Slalom                                                                              |
| ----------------------------------------------------------------- | ------------- | --------- | ----------------------------------------------------------------------------------- |
| Vitus Husek                                                       | C-1 (m)       | 12e       | 164,29                                                                              |
| Sören Kaufmann                                                    | C-1 (m)       | 17e       | 168,43                                                                              |
| Martin Lang                                                       | C-1 (m)       | 7e        | 159,91                                                                              |
| André Ehrenberg Michael Senft                                     | C-2 (m)       | Brons     | 163,72                                                                              |
| Manfred Berro Michael Trummer                                     | C-2 (m)       | 4e        | 163,72                                                                              |
| Thomas Becker                                                     | K-1 (m)       | Brons     | 142,79                                                                              |
| Oliver Fix                                                        | K-1 (m)       | Goud      | 141,22                                                                              |
| Jochen Lettmann                                                   | K-1 (m)       | 8e        | 145,99                                                                              |
|                                                                   |               |           |                                                                                     |
| Elisabeth Micheler-Jones                                          | K-1 (v)       | 10e       | 176,56                                                                              |
| Kordula Striepecke                                                | K-1 (v)       | 11e       | 176,98                                                                              |
| Sprint                                                            |               |           |                                                                                     |
| Thomas Zereske                                                    | C-1 500m (m)  | 5e        | serie 2: 1ste in 1.53,840 finale: 5de in 1.52,358                                   |
| Patrick Schulze                                                   | C-1 1000m (m) | 4e        | serie 1: 2de in 4.21,114 finale: 4de in 3.57,778                                    |
| Andreas Dittmer Gunar Kirchbach                                   | C-2 500m (m)  | 4e        | serie 2: 2de in 1.45,145 halve finale 2: 2de in 1.43,650 finale: 4de in 1.41,670    |
| Andreas Dittmer Gunar Kirchbach                                   | C-2 1000m (m) | Goud      | serie 2: 1ste in 4.00,851 finale: 1ste in 3.31,870                                  |
| Lutz Liwowski                                                     | K-1 500m (m)  | 5e        | serie 3: 2de in 1.41,079 halve finale 2: 1ste in 1.40,319 finale: 5de in 1.39,307   |
| Lutz Liwowski                                                     | K-1 1000m (m) | 4e        | serie 3: 3de in 3.44,776 halve finale 1: 3de in 3.42,567 finale: 4de in 3.30,025    |
| Kay Bluhm Torsten Gutsche                                         | K-2 500m (m)  | Goud      | serie 2: 1ste in 1.31,361 halve finale 2: 1ste in 1.29,883 finale: 1ste in 1.28,697 |
| Kay Bluhm Torsten Gutsche                                         | K-2 1000m (m) | Zilver    | serie 2: 1ste in 3.39,388 halve finale 2: 3de in 3.19,394 finale: 2de in 3.10,518   |
| Thomas Reineck Mark Zabel Detlef Hofmann Olaf Winter              | K-4 1000m (m) | Goud      | serie 1: 1ste in 3.07,908 finale: 1ste in 2.51,528                                  |
|                                                                   |               |           |                                                                                     |
| Birgit Fischer-Schmidt                                            | K-1 500m (v)  | 4e        | serie 2: 3de in 1.54,880 halve finale 2: 3de in 1.51,863 finale: 4de in 1.49,383    |
| Birgit Fischer-Schmidt Ramona Portwich                            | K-2 500m (v)  | Zilver    | serie 1: 1ste in 1.45,504 halve finale 1: 2de in 1.43,069 finale: 2de in 1.39,689   |
| Birgit Fischer-Schmidt Manuela Mucke Ramona Portwich Anett Schuck | K-4 500m (v)  | Goud      | serie 2: 1ste in 1.37,895 finale: 1ste in 1.31,077                                  |

### Paardensport
| Olympiër                                                                             | Discipline  | Resultaat | Prestatie                                                               |
| Dressuur                                                                             | Dressuur    | Dressuur  | Dressuur                                                                |
| ------------------------------------------------------------------------------------ | ----------- | --------- | ----------------------------------------------------------------------- |
| Klaus Balkenhol                                                                      | individueel | 6e        | Grand Prix test: 6de met 71,72% Grand Prix Special: 6de met 144,25%     |
| Martin Schaudt                                                                       | individueel | 9e        | Grand Prix test: 8ste met 71,24% Grand Prix Special: 9de met 142,22%    |
| Monica Theodorescu                                                                   | individueel | 4e        | Grand Prix test: 5de met 73,80% Grand Prix Special: 5de met 147,71%     |
| Nicole Uphoff-Becker                                                                 | individueel | 14e       | Grand Prix test: 9de met 70,04% Grand Prix Special: 8ste met 143,06%    |
| Isabell Werth                                                                        | individueel | Goud      | Grand Prix test: 1ste met 76,60% Grand Prix Special: 2de met 152,09%    |
| Klaus Balkenhol Martin Schaudt Monica Theodorescu Nicole Uphoff-Becker Isabell Werth | team        | Goud      | 5553 punten                                                             |
| Eventing                                                                             |             |           |                                                                         |
| Herbert Blocker                                                                      | individueel | 7e        | 160,10 strafpunten                                                      |
| Peter Thomsen                                                                        | individueel | DNF       | niet gefinisht                                                          |
| Hendrik von Paepcke                                                                  | individueel | 16e       | 87,20 strafpunten                                                       |
| Bodo Battenberg Juergen Blum Ralf Ehrenbrink Bettina Overesch-Boeker                 | team        | 5e        | 145,00 strafpunten                                                      |
| Springconcours                                                                       |             |           |                                                                         |
| Ludger Beerbaum                                                                      | individueel | 26e       | kwalificatie: 1ste met 0,25 strafpunten                                 |
| Ulrich Kirchhoff                                                                     | individueel | Goud      | kwalificatie: 5de met 8,00 strafpunten finale: 1ste met 1 strafpunt     |
| Lars Nieberg                                                                         | individueel | 20e       | kwalificatie: 29ste met 20 strafpunten finale: 20ste met 16 strafpunten |
| Franke Sloothaak                                                                     | individueel | DNF       | kwalificatie: niet gefinisht                                            |
| Ludger Beerbaum Ulrich Kirchhoff Lars Nieberg Franke Sloothaak                       | team        | Goud      | 0,75 strafpunten                                                        |

### Roeien
| Olympiër | Discipline             | Resultaat | Prestatie |
| --- | ---------------------- | --------- | --- |
| Thomas Lange | skiff (m)              | Brons     | serie 3: 1ste in 7.34,52 halve finale 2: 1ste in 7.12,30 finale: 3de in 6.47,72                               |
| Ingo Euler Peter Uhrig | lichte dubbel-twee (m) | 11e       | serie 4: 2de in 6.54,82 herkansingen: 2de in 6.18,11 halve finale 1: 6de in 6.40,14 finale B: 5de in 6.30,43  |
| Sebastian Mayer Roland Opfer | dubbel-twee (m)        | 6e        | serie 2: 2de in 6.51,41 herkansingen: 1ste in 6.43,52 halve finale 1: 3de in 6.42,57 finale: 6de in 6.29,32   |
| Matthias Ungemach Colin von Ettingshausen                                                                                              | twee-zonder (m)        | 15e       | serie 2: 4de in 6.57,78 herkansingen: 5de in 7.11,67 finale C: 3de in 7.06,88                                 |
| Andreas Hajek André Steiner Stephan Volkert André Willms                                                                               | dubbel-vier (m)        | Goud      | serie 3: 1ste in 6.06,33 halve finale 2: 1ste in 5.55,10 finale: 1ste in 5.56,93                              |
| Michael Buchheit Tobias Rose Katrin Rutschow-Stomporowski Martin Weis                                                                  | lichte vier-zonder (m) | 5e        | serie 3: 2de in 6.22,97 herkansingen: 1ste in 5.58,90 halve finale 2: 3de in 6.12,73 finale: 5de in 6.14,79   |
| Claas Peter Fischer Stefan Forster Ike Landvoigt Stefan Scholz                                                                         | vier-zonder (m)        | 9e        | serie 1: 4de in 6.21,98 herkansingen: 1ste in 6.29,10 halve finale 2: 6de in 6.19,06 finale B: 3de in 5.57,77 |
| Roland Baar Wolfram Huhn Detlef Kirchhoff Mark Kleinschmidt Frank Richter Thorsten Streppelhoff Peter Thiede Ulrich Viefers Marc Weber | acht (m)               | Zilver    | serie 2: 2de in 5.46,04 herkansingen: 1ste in 5.30,61 finale: 2de in 5.44,58                                  |
| |                        |           | |
| Meike Evers | skiff (v)              | 13e       | serie 1: 5de in 8.24,14 herkansingen: 4de in 8.54,05 finale C: 1ste in 8.16,51                                |
| Michelle Darvill Ruth Kaps | lichte dubbel-twee (v) | 8e        | serie 2: 2de in 7.45,54 herkansingen: 2de in 7.05,29 halve finale 1: 4de in 7.19,69 finale B: 2de in 7.04,31  |
| Manuela Lutze Jana Thieme | dubbel-twee (v)        | 5e        | serie 2: 2de in 7.21,13 halve finale 2: 3de in 7.19,62 finale: 5de in 7.04,14                                 |
| Kathrin Haacker Stefani Werremeier | twee-zonder (v)        | 4e        | serie 1: 2de in 7.28,65 halve finale 2: 3de in 7.34,80 finale: 4de in 7.08,49                                 |
| Kathrin Boron Kerstin Köppen Katrin Rutschow Jana Sorgers                                                                              | dubbel-vier (v)        | Goud      | serie 2: 1ste in 6.36,00 finale: 1ste in 6.27,44                                                              |
| Andrea Gesch Ina Justh Kathleen Naser Daniela Neunast Anja Pyritz Dana Pyritz Antje Rehaag Ute Schell-Wagner-Stange Micaela Schmidt    | acht (v)               | 8e        | serie 2: 3de in 6.33,90 herkansingen: 5de in 6.09,43 finale B: 2de in 6.17,73                                 |

### Schermen
| Olympiër                                       | Discipline      | Resultaat | Prestatie |
| ---------------------------------------------- | --------------- | --------- | --- |
| Elmar Borrmann                                 | degen (m)       | 16e       | 1ste ronde: W van KOR Lee: 15-14 2de ronde: W van ITA Randazzo: 15-14 3de ronde: V van HUN Imre: 14-15 |
| Arnd Schmitt                                   | degen (m)       | 10e       | 1ste ronde: vrij 2de ronde: W van KOR Jang: 15-13 3de ronde: V van CUB Trevejo: 8-15 |
| Marius Strzalka                                | degen (m)       | 8e        | 1ste ronde: W van ROU Pantelimon: 15-12 2de ronde: W van CAN Chouinard: 15-12 3de ronde: W van ITA Mazzoni: 15-13 kwartfinale: V van HUN Kovács: 13-15                                                              |
| Elmar Borrmann Arnd Schmitt Marius Strzalka    | degen team (m)  | 4e        | 1ste ronde: vrij kwartfinale: W van Estland: 45-39 halve finale: V van Italië: 44-45 bronzen finale: V van Frankrijk: 42-45                                                                                         |
| Alexander Koch                                 | floret (m)      | 22e       | 1ste ronde: vrij 2de ronde: V van CHN Ye: 13-15 |
| Uwe Römer                                      | floret (m)      | 11e       | 1ste ronde: vrij 2de ronde: W van AUT Wendt: 15-7 3de ronde: V van KOR Kim: 13-15 |
| Wolfgang Wienand                               | floret (m)      | 4e        | 1ste ronde: vrij 2de ronde: W van ARG Marchetti: 15-1 3de ronde: W van POL Kiełpikowski: 15-11 kwartfinale: W van CUB Tucker: 15-12 halve finale: V van FRA Plumenail: 9-15 bronzen finale: V van FRA Boidin: 11-15 |
| Alexander Koch Uwe Römer Wolfgang Wienand      | floret team (m) | 6e        | 1ste ronde: vrij kwartfinale: V van Polen: 44-45 |
| Felix Becker                                   | sabel (m)       | 5e        | 1ste ronde: vrij 2de ronde: W van USA Cox Jr.: 15-12 3de ronde: W van FRA Ducheix: 15-8 kwartfinale: V van HUN Navarrete: 7-15                                                                                      |
| Frank Bleckmann                                | sabel (m)       | 21e       | 1ste ronde: V van POL Jaskot: 10-15 |
| Steffen Wiesinger                              | sabel (m)       | 8e        | 1ste ronde: vrij 2de ronde: W van HUN Köves: 15-10 3de ronde: W van ITA Terenzi: 15-8 kwartfinale: V van RUS Tsjarikov: 6-15                                                                                        |
| Felix Becker Frank Bleckmann Steffen Wiesinger | sabel team (m)  | 8e        | 1ste ronde: vrij kwartfinale: V van Italië: 42-45 |
|                                                |                 |           | |
| Claudia Bokel                                  | degen (v)       | 9e        | 1ste ronde: vrij 2de ronde: W van GRE Sidiropoulou: 15-10 3de ronde: V van ITA Zalaffi: 8-15 |
| Eva-Maria Ittner                               | degen (v)       | 7e        | 1ste ronde: vrij 2de ronde: W van UKR Vybornova: 15-7 3de ronde: W van FRA Moressée-Pichit: 15-10 kwartfinale: V' van ITA Zalaffi: 10-15                                                                            |
| Katja Nass                                     | degen (v)       | 12e       | 1ste ronde: vrij 2de ronde: W van EST Rohi: 15-12 3de ronde: V van HUN Hormay: 9-15 |
| Elmar Borrmann Arnd Schmitt Marius Strzalka    | degen team (v)  | 7e        | 1ste ronde: vrij kwartfinale: V van Rusland: 37-45 |
| Sabine Bau                                     | floret (v)      | 12e       | 1ste ronde: vrij 2de ronde: W van ISR Ohayon: 15-10 3de ronde: V van USA Marsh: 8-15 |
| Anja Fichtel                                   | floret (v)      | 10e       | 1ste ronde: vrij 2de ronde: W van CHN Liang: 15-10 3de ronde: V' van HUN Mohamed: 14-15 |
| Monika Weber-Koszto                            | floret (v)      | 5e        | 1ste ronde: vrij 2de ronde: W van POL Felusiak: 15-14 3de ronde: W van ISR Czuckerman-Hatuel: 15-13 kwartfinale: V van FRA Modaine-Cessac: 14-15                                                                    |
| Sabine Bau Anja Fichtel Monika Weber-Koszto    | floret team (v) | Brons     | 1ste ronde: vrij kwartfinale: W van Polen: 45-35 halve finale: V van Roemenië: 33-45 bronzen finale: W van Hongarije: 45-42                                                                                         |

### Schoonspringen
| Olympiër        | Discipline    | Resultaat | Prestatie                                                                                             |
| --------------- | ------------- | --------- | --- |
| Jan Hempel      | 3m plank (m)  | 7e        | voorronde: 13de met 358,26 punten halve finale: 10de met 578,25 punten finale: 7de met 622,32 punten  |
| Andreas Wels    | 3m plank (m)  | 12e       | voorronde: 5de met 405,33 punten halve finale: 6de met 612,54 punten finale: 12de met 583,56 punten   |
| Jan Hempel      | 10m toren (m) | Zilver    | voorronde: 7de met 394,17 punten halve finale: 5de met 591,35 punten finale: 2de met 663,27 punten    |
| Michael Kühne   | 10m toren (m) | 12e       | voorronde: 11de met 375,27 punten halve finale: 11de met 544,38 punten finale: 8ste met 583,98 punten |
|                 |               |           | |
| Claudia Bockner | 3m plank (v)  | 11e       | voorronde: 5de met 281,31 punten halve finale: 8ste met 481,50 punten finale: 11de met 455,70 punten  |
| Simona Koch     | 3m plank (v)  | 16e       | voorronde: 16de met 239,91 punten halve finale: 16de met 444,90 punten                                |
| Annika Walter   | 10m toren (v) | Zilver    | voorronde: 5de met 298,11 punten halve finale: 5de met 464,25 punten finale: 2de met 479,22 punten    |
| Ute Wetzig      | 10m toren (v) | 12e       | voorronde: 11de met 258,93 punten halve finale: 11de met 410,37 punten finale: 12de met 367,35 punten |

### Schietsport
| Olympiër                   | Discipline                 | Resultaat | Prestatie                                                                         |
| -------------------------- | -------------------------- | --------- | --------------------------------------------------------------------------------- |
| Maik Eckhardt              | 10m luchtgeweer (m)        | 9e        | kwalificatie: 9de met 591 punten                                                  |
| Hans Riederer              | 10m luchtgeweer (m)        | 18e       | kwalificatie: 18de met 588 punten                                                 |
| Maik Eckhardt              | 50m geweer 3 houdingen (m) | 10e       | kwalificatie: 10de met 1165 punten (397-382-386)                                  |
| Christian Klees            | 50m geweer 3 houdingen (m) | 37e       | kwalificatie: 37ste met 1155 punten (397-376-382)                                 |
| Christian Klees            | 50m geweer liggend (m)     | Goud      | kwalificatie: 1ste met 600 punten (WR)(OR) finale: 1ste met 704,8 punten (WR)(OR) |
| Bernd Rücker               | 50m geweer liggend (m)     | 11e       | kwalificatie: 11de met 595 punten                                                 |
| Artur Gevorgjan            | 50m pistool (m)            | 37e       | kwalificatie: 37ste met 548 punten                                                |
| Hans-Jürgen Neumaier-Bauer | 50m pistool (m)            | 35e       | kwalificatie: 35ste met 549 punten                                                |
| Daniel Leonhard            | 25m snelvuurpistool (m)    | 8e        | kwalificatie: 6de met 586 punten (293-293) finale: 8ste met 683,6 punten          |
| Ralf Schumann              | 25m snelvuurpistool (m)    | Goud      | kwalificatie: 1ste met 596 punten (298-298)(OR) finale: 1ste met 698 punten (OR)  |
| Artur Gevorgjan            | 10m luchtpistool (m)       | 9e        | kwalificatie: 9de met 580 punten                                                  |
| Hans-Jürgen Neumaier-Bauer | 10m luchtpistool (m)       | 9e        | kwalificatie: 9de met 590 punten                                                  |
| Jan-Henrik Heinrich        | skeet (m)                  | 26e       | kwalificatie: 26ste met 118 punten (70-48)                                        |
| Bernhard Hochwald          | skeet (m)                  | 20e       | kwalificatie: 20ste met 119 punten (72-47)                                        |
| Axel Wegner                | skeet (m)                  | 26e       | kwalificatie: 26ste met 118 punten (71-47)                                        |
| Karsten Bindrich           | trap (m)                   | 9e        | kwalificatie: 9de met 121 punten (75-46)                                          |
| Jörg Damme                 | trap (m)                   | 20e       | kwalificatie: 20ste met 119 punten (72-47)                                        |
| Uwe Möller                 | trap (m)                   | 37e       | kwalificatie: 37ste met 114 punten (68-46)                                        |
| Karsten Bindrich           | dubbeltrap (m)             | 15e       | kwalificatie: 15de met 133 punten (46-45-42)                                      |
| Waldemar Schanz            | dubbeltrap (m)             | 22e       | kwalificatie: 22ste met 128 punten (42-42-44)                                     |
| Michael Jakosits           | 10m bewegend doel (m)      | 7e        | kwalificatie: 11de met 568 punten (286-282)                                       |
| Jens Zimmermann            | 10m bewegend doel (m)      | 7e        | kwalificatie: 7de met 574 punten (290-284) finale: 7de met 672,2 punten           |
|                            |                            |           |                                                                                   |
| Petra Horneber             | 10m luchtgeweer (v)        | Zilver    | kwalificatie: 1ste met 397 punten (OR) finale: 2de met 497,4 punten               |
| Bettina Knells             | 10m luchtgeweer (v)        | 36e       | kwalificatie: 36ste met 386 punten                                                |
| Petra Horneber             | 50m geweer 3 houdingen (v) | 9e        | kwalificatie: 9de met 574 punten (197-189-193)                                    |
| Kirsten Obel               | 50m geweer 3 houdingen (v) | 4e        | kwalificatie: 4de met 584 punten (200-194-190) finale: 4de met 679,2 punten       |
| Anke Völker-Schumann       | 25m pistool (v)            | 23e       | kwalificatie: 23ste met 573 punten (293-280)                                      |
| Anke Völker-Schumann       | 10m luchtpistool (v)       | 27e       | kwalificatie: 27ste met 375 punten                                                |
| Susanne Kiermayer          | dubbeltrap (v)             | Zilver    | kwalificatie: 5de met 105 punten (37-36-32) finale: 2de met 139 punten            |

### Tafeltennis
| Olympiër                        | Discipline     | Resultaat | Prestatie |
| ------------------------------- | -------------- | --------- | --- |
| Peter Franz                     | enkelspel (m)  | 17e       | groep C: 3de V van BEL Saive: 0-2 V van ROU Florea: 0-2 W van KUW Al-Habashi: 2-0 |
| Jörg Roßkopf                    | enkelspel (m)  | Brons     | groep E: 1ste W van JPN Shibutani: 2-0 W van HKG Lo: 2-0 W van MEX Muñoz: 2-0 2de ronde: W van FRA Chila: 3-0 (21-16, 21-16, 23-21) kwartfinale: W van KOR Kim: 3-2 (12-21, 26-24, 21-12, 16-21, 26-24) halve finale: V van CHN Guoliang: 1-3 (17-21, 21-18, 18-21, 18-21) bronzen finale: W van CZE Korbel: 3-1 (21-17, 19-21, 21-18, 21-19) |
| Steffen Fetzner Jörg Roßkopf    | dubbelspel (m) | 4e        | groep E: 1ste W van BRA Hoyama/Peixoto: 2-0 W van AUT Jindrak/Schlager: 2-0 W van CAN Huang/Ng: 2-0 kwartfinale: W van FRA Eloi/Gatien: 3-0 (21-12, 21-17, 21-10) halve finale: V van CHN Lü/Wang: 0-3 (10-21, 17-21, 7-21) bronzen finale: V van KOR Lee/Yoo: 0-3 (18-21, 12-21, 20-22)                                                      |
|                                 |                |           | |
| Olga Nemes                      | enkelspel (v)  | 17e       | groep K: 2de V van KOR Park: 0-2 W van TPE Chen: 2-0 W van TKM Steshenko: 2-0 |
| Jie Schöpp                      | enkelspel (v)  | 17e       | groep I: 2de V van PRK Kim: 0-2 W van RUS Timina: 2-0 W van NGR Oshonaike: 2-0 |
| Nicole Struse                   | enkelspel (v)  | 5e        | groep G: 1ste W van JPN Todo: 2-1 W van CRO Boroš: 2-0 W van TUN Touati: 2-0 2de ronde: W van SUI Tu: 3-1 (18-21, 21-9, 21-16, 21-17) kwartfinale: V van CHN Deng: 0-3 (16-21, 9-21, 13-21) |
| Olga Nemes Jie Schöpp           | dubbelspel (v) | 9e        | groep B: 2de W van CHI Olata / Cancino: 2-0 W van GBR Holt / Lomas: 2-0 V van CHN Liu / Qiao: 1-2 |
| Elke Schall-Wosik Nicole Struse | dubbelspel (v) | 9e        | groep G: 2de V van JPN Koyama / Todo: 1-2 W van NED Keen / Hooman-Kloppenburg: 2-1 W van ITA Arisi / Negrisoli: 2-0 |

### Tennis
| Olympiër                           | Discipline     | Resultaat | Prestatie |
| ---------------------------------- | -------------- | --------- | --- |
| Marc-Kevin Goellner                | enkelspel (m)  | 33e       | 1ste ronde: V van SWE Enqvit: 6-7(4), 6-4, 4-6 |
| David Prinosil                     | enkelspel (m)  | 33e       | 1ste ronde: V van CZE Vacek: 6-4, 2-6, 6-4 |
| Marc-Kevin Goellner David Prinosil | dubbelspel (m) | 33e       | 1ste ronde: W van ITA Gaudenzi/Nargiso: 4-6, 6-1, 7-5 2de ronde: W van ZIM Black/Black: 6-4, 7-6(6) kwartfinale: W van CRO Hiršzon/Ivanišević: 6-2, 6-3 halve finale: V van GBR Broad/Henman: 6-4, 3-6, 8-10 bronzen finale: W van NED Eltingh/Paul Haarhuis: 6-2, 7-5 |
|                                    |                |           | |
| Anke Huber                         | enkelspel (v)  | 9e        | 1ste ronde: W van ROU Cristea: 2-6, 6-4, 6-2 2de ronde: W van RSA de Swardt: 3-6, 6-1, 6-4 3de ronde: V van USA Davenport: 1-6, 6-3, 3-6 |

### Voetbal
| Olympiër | Discipline | Resultaat | Prestatie                                                              |
| --- | ---------- | --------- | ---------------------------------------------------------------------- |
| Manuela Goller Jutta Nardenbach Birgitt Austermühl Kerstin Stegemann Doris Fitschen Dagmar Pohlmann Martina Voss Bettina Wiegmann Heidi Mohr Silvia Neid Patricia Brocker Sandra Minnert Pia Wunderlich Birgit Prinz Renate Lingor | vrouwen    | 5e        | groep F: 3de W van Japan: 3-2 V van Noorwegen: 2-3 G van Brazilië: 1-1 |

| Groep F |           |             |             |             |             |            |            |            |        |
| #       | Land      | Wedstrijden | Wedstrijden | Wedstrijden | Wedstrijden | Doelpunten | Doelpunten | Doelpunten | Punten |
| #       | Land      | G           | W           | G           | V           | V          | T          | Saldo      | Punten |
| 1       | Noorwegen | 3           | 2           | 1           | 0           | 9          | 4          | +5         | 7      |
| 2       | Brazilië  | 3           | 1           | 2           | 0           | 5          | 3          | +2         | 5      |
| 3       | Duitsland | 3           | 1           | 1           | 1           | 6          | 6          | 0          | 4      |
| 4       | Japan     | 3           | 0           | 0           | 3           | 2          | 9          | -7         | 0      |

| Ronde      | Datum      | Plaats    | Land | Score     | Land |
| ---------- | ---------- | --------- | ---- | --------- | ---- |
| Groepsfase |            |           |      |           |      |
| 21 juli    | Birmingham | Duitsland | 3-2  | Japan     |      |
| 23 juli    | Birmingham | Noorwegen | 3-2  | Duitsland |      |
| 25 juli    | Birmingham | Brazilië  | 1-1  | Duitsland |      |

### Volleybal

#### Beach
| Olympiër                 | Discipline | Resultaat | Prestatie |
| ------------------------ | ---------- | --------- | --- |
| Jörg Ahmann Axel Hager   | mannen     | 9e        | 1ste ronde: W van JPN Setoyama/Takao: 15-8 2de ronde: W van NOR Kvalheim/Maaseide: 17-16 3de ronde: V van USA Steffes/Kiraly: 5-15 herkansingen: V van CAN Child/Heese: 7-15                      |
|                          |            |           | |
| Beate Bühler Danja Müsch | vrouwen    | 7e        | 1ste ronde: vrij 2de ronde: W van JPN Ishizaka/Nakano: 15-8 3de ronde: V van USA McPeak/Reno: 6-15 herkansingen: W van NOR Berntsen/Hestad: 15-9 herkansingen 2: V van JPN Takahashi/Fujita: 4-15 |

#### Zaal
| Olympiër | Discipline | Resultaat | Prestatie |
| --- | ---------- | --------- | --- |
| Susanne Lahme Tanja Hart Constance Radfan Sylvia Roll Ute Steppin Karin Horninger Ines Pianka Christina Schultz Claudia Wilke Nancy Celis Grit Jensen-Naumann Hanka Pachale | zaal (v)   | 33e       | groep B: 4de V van Rusland: 0-3 (15-5, 15-10, 15-7) W van Peru: 3-0 (15-11, 15-6, 15-3) W van Canada: 3-0 (15-5, 15-12, 15-6) V van Cuba: 0-3 (6-15, 8-15, 4-15) V van Brazilië: 1-3 (4-15, 15-13, 6-15, 8-15) kwartfinale: V van China: 0-3 (12-15, 8-15, 8-15) 5-8ste plek: V van Nederland: 2-3 (12-15, 15-9, 15-13, 9-15, 10-15) 7-8ste plek: V van Verenigde Staten: 1-3 (16-17, 6-15, 15-5, 6-15) |

| Groep B |           |             |             |             |             |             |             |        |        |        |        |
| #       | Land      | Wedstrijden | Wedstrijden | Wedstrijden | Wedstrijden | Wedstrijden | Wedstrijden | Punten | Punten | Punten | Punten |
| #       | Land      | G           | W           | V           | SW          | SV          | SR          | SPW    | SPL    | Saldo  | Punten |
| 1       | Brazilië  | 5           | 5           | 0           | 15          | 1           | +14         | 238    | 121    | +117   | 10     |
| 2       | Rusland   | 5           | 4           | 1           | 12          | 4           | +8          | 217    | 140    | +77    | 9      |
| 3       | Cuba      | 5           | 3           | 2           | 10          | 6           | +4          | 196    | 156    | +40    | 8      |
| 4       | Duitsland | 5           | 2           | 3           | 7           | 9           | -2          | 163    | 191    | -28    | 7      |
| 5       | Canada    | 5           | 1           | 4           | 3           | 14          | -11         | 156    | 239    | -83    | 6      |
| 6       | Peru      | 5           | 0           | 5           | 2           | 15          | -13         | 129    | 252    | -123   | 5      |

| Ronde          | Datum   | Plaats    | Land | Score            | Land |
| -------------- | ------- | --------- | ---- | ---------------- | ---- |
| Groepsfase     |         |           |      |                  |      |
| 20 juli        | Atlanta | Rusland   | 3-0  | Duitsland        |      |
| 22 juli        | Atlanta | Duitsland | 3-0  | Peru             |      |
| 24 juli        | Atlanta | Canada    | 0-3  | Duitsland        |      |
| 26 juli        | Atlanta | Duitsland | 0-3  | Cuba             |      |
| 28 juli        | Atlanta | Brazilië  | 3-1  | Duitsland        |      |
| Kwartfinale    |         |           |      |                  |      |
| 30 juli        | Atlanta | China     | 3-0  | Duitsland        |      |
| 5-8ste plek    |         |           |      |                  |      |
| 31 juli        | Atlanta | Duitsland | 2-3  | Nederland        |      |
| Bronzen finale |         |           |      |                  |      |
| 1 augustus     | Atlanta | Duitsland | 1-3  | Verenigde Staten |      |

### Waterpolo
| Olympiër | Discipline | Resultaat | Prestatie |
| --- | ---------- | --------- | --- |
| Raúl de la Peña Ingo Borgmann Piotr Bukowski Oliver Dahler Jörg Dresel Torsten Dresel Davor Erjavec Michael Ilgner Dirk Klingenberg René Reimann Uwe Sterzik Lars Tomanek Daniel Voß | mannen     | 9e        | groep A: 5de V van Spanje: 3-9 V van Hongarije: 8-9 V van Rusland: 8-10 V van Joegoslavië: 8-9 W van Nederland: 9-8 groep 9-12de plek: 1ste W van Oekraïne: 10-4 W van Nederland: 9-6 W van Roemenië: 10-6 |

| Groep A |             |             |             |             |             |        |        |        |        |
| #       | Land        | Wedstrijden | Wedstrijden | Wedstrijden | Wedstrijden | Punten | Punten | Punten | Punten |
| #       | Land        | G           | W           | G           | V           | V      | T      | Saldo  | Punten |
| 1       | Hongarije   | 5           | 5           | 0           | 0           | 47     | 38     | +9     | 10     |
| 2       | Joegoslavië | 5           | 3           | 1           | 1           | 46     | 44     | +2     | 7      |
| 3       | Spanje      | 5           | 3           | 0           | 2           | 39     | 33     | +6     | 6      |
| 4       | Rusland     | 5           | 2           | 1           | 2           | 42     | 38     | +4     | 5      |
| 5       | Duitsland   | 5           | 1           | 0           | 4           | 36     | 45     | -9     | 2      |
| 6       | Nederland   | 5           | 0           | 0           | 5           | 36     | 48     | -12    | 0      |

| Ronde      | Datum   | Plaats      | Land | Score     | Land |
| ---------- | ------- | ----------- | ---- | --------- | ---- |
| Groepsfase |         |             |      |           |      |
| 20 juli    | Atlanta | Spanje      | 9-3  | Duitsland |      |
| 21 juli    | Atlanta | Hongarije   | 9-8  | Duitsland |      |
| 22 juli    | Atlanta | Rusland     | 10-8 | Duitsland |      |
| 23 juli    | Atlanta | Joegoslavië | 9-8  | Duitsland |      |
| 24 juli    | Atlanta | Duitsland   | 9-8  | Nederland |      |

| Groep 9-12de plaats |           |             |             |             |             |        |        |        |        |
| #                   | Land      | Wedstrijden | Wedstrijden | Wedstrijden | Wedstrijden | Punten | Punten | Punten | Punten |
| #                   | Land      | G           | W           | G           | V           | V      | T      | Saldo  | Punten |
| 1                   | Duitsland | 3           | 3           | 0           | 0           | 29     | 16     | +13    | 6      |
| 2                   | Nederland | 3           | 1           | 1           | 1           | 25     | 26     | -1     | 3      |
| 3                   | Roemenië  | 3           | 1           | 0           | 2           | 25     | 28     | -3     | 2      |
| 4                   | Oekraïne  | 3           | 0           | 1           | 2           | 21     | 30     | -9     | 1      |

| Ronde      | Datum   | Plaats    | Land | Score     | Land |
| ---------- | ------- | --------- | ---- | --------- | ---- |
| Groepsfase |         |           |      |           |      |
| 26 juli    | Atlanta | Duitsland | 10-4 | Oekraïne  |      |
| 27 juli    | Atlanta | Duitsland | 9-6  | Nederland |      |
| 28 juli    | Atlanta | Duitsland | 10-6 | Roemenië  |      |

### Wielersport
| Olympiër                                           | Discipline                    | Resultaat | Prestatie |
| Baan                                               | Baan                          | Baan      | Baan |
| -------------------------------------------------- | ----------------------------- | --------- | --- |
| Jens Fiedler                                       | sprint (m)                    | Goud      | kwalificatie: 4de in 10,232 1ste ronde: W van ITA Capitano: 11,722 2de ronde: W van ESP Escuredo: 10,597 3de ronde: W van LAT Berzins: 10,808 kwartfinale: W van FRA Rousseau: 2-0 halve finale: W van AUS Neiwand: 2-0 finale: W van USA Nothstein: 2-0 |
| Eyk Pokorny                                        | sprint (m)                    | 7e        | kwalificatie: 5de in 10,233 1ste ronde: W van SVK Bazalik: 10,995 2de ronde: W van ESP Moreno: 10,966 3de ronde: V van FRA Rousseau: 10,828 3de ronde herkansingen: 1ste kwartfinale: V van AUS Neiwand: 0-2 5-8ste plek: 3de                            |
| Soeren Lausberg                                    | tijdrit (m)                   | 4e        | 1.03,514 |
| Guido Fulst                                        | puntenkoers (m)               | 9e        | 8 punten |
| Heiko Szonn                                        | individuele achtervolging (m) | 5e        | kwalificatie: 6de in 4.29,931 1ste ronde: V van RUS Markov: 4.31,583 |
| Robert Bartko Guido Fulst Danilo Hondo Heiko Szonn | ploegenachtervolging (m)      | 9e        | kwalificatie: 9de in 4.15,140 |
|                                                    |                               |           | |
| Annett Neumann                                     | sprint (v)                    | 4e        | kwalificatie: 6de in 11,536 1ste ronde: W van USA Paraskevin-Young: 12,078 kwartfinale: W van RUS Grishuna: 2-1 halve finale: V van FRA Ballanger: 0-2 bronzen finale: V van NED Haringa: 1-2                                                            |
| Judith Arndt                                       | puntenkoers (v)               | 13e       | 2 punten |
| Judith Arndt                                       | individuele achtervolging (v) | Brons     | kwalificatie: 5de in 3.40,335 1ste ronde: W van USA Twigg: 3.38,898 halve finale: V van FRA Clignet: 3.38,744 |
| Mountainbike                                       |                               |           | |
| Ralph Berner                                       | mannen                        | 10e       | 2:27.45 |
|                                                    |                               |           | |
| Regina Marunde                                     | vrouwen                       | 7e        | 1:57.21 |
| Weg                                                |                               |           | |
| Uwe Peschel                                        | tijdrit (m)                   | 12e       | 1:07.33 |
| Michael Rich                                       | tijdrit (m)                   | 10e       | 1:07.08 |
| Rolf Aldag                                         | wegwedstrijd (m)              | 28e       | 4:56.44 |
| Olaf Ludwig                                        | wegwedstrijd (m)              | 16e       | 4:56.32 |
| Uwe Peschel                                        | wegwedstrijd (m)              | DNF       | niet gefinisht |
| Michael Rich                                       | wegwedstrijd (m)              | DNF       | niet gefinisht |
| Erik Zabel                                         | wegwedstrijd (m)              | 20e       | 4:56.43 |
|                                                    |                               |           | |
| Vera Hohlfeld                                      | wegwedstrijd (v)              | 4e        | 2:37.06 |

### Worstelen
| Olympiër             | Discipline  | Resultaat   | Prestatie |
| Vrije stijl          | Vrije stijl | Vrije stijl | Vrije stijl |
| -------------------- | ----------- | ----------- | --- |
| Jürgen Scheibe       | -62kg (m)   | 13e         | 1ste ronde: W van CAN Calder: 4-2 2de ronde: V van RUS Azizov: 2-8 3de ronde: V van BLR Smal: 1-8 |
| Alexander Leipold    | -74kg (m)   | 5e          | 1ste ronde: W van GRE Loizidis: 6-0 2de ronde: V van RUS Saitiev: 1-3 3de ronde: vrij 4de ronde: W van CAN Hohl: 10-2 5de ronde: W van AZE Gazhiev: 3-0 6de ronde: V van BUL Paskalev: 4-8 5-6de plek: W van USA Monday: walk-over                       |
| Heiko Balz           | -90kg (m)   | 12e         | 1ste ronde: W van AUS Renney: 11-1 2de ronde: V van UKR Tedeyev: 1-4 3de ronde: V van KAZ Bayramukov: 0-3 |
| Arawat Sabejew       | -100kg (m)  | Brons       | 1ste ronde: W van BLR Kovalevsky: 3-0 2de ronde: V van UKR Murtazaliev: 3-13 3de ronde: W van AZE Magomedov: 3-1 4de ronde: W van CUB Morales: 3-2 5de ronde: vrij 6de ronde: W van KGZ Aleksandrov: 10-0 bronzen finale: W van BLR Kovalevsky: 10-4     |
| Sven Thiele          | -130kg (m)  | 6e          | 1ste ronde: W van KGZ Kovalevsky: 1-0 2de ronde: W van CHN Feng: 1-1 3de ronde: vrij 4de ronde: V van BLR Medvedev: 0-0 5de ronde: V van USA Baumgartner: 0-3 5-6de plek: V van KGZ Kovalevsky: 1-3                                                      |
| Grieks-Romeins       |             |             | |
| Oleg Kutscherenko    | -48kg (m)   | 12e         | 1ste ronde: W van AZE Zahidov: 10-0 2de ronde: V van CUB Sánchez: 1-1 3de ronde: V van PRK Kang: 0-3 |
| Alfred Ter-Mkrtchyan | -52kg (m)   | 9e          | 1ste ronde: V van SYR Al-Faraj: 1-3 2de ronde: W van NOR Rønningen: 9-0 3de ronde: W van LTU Vartanov: 8-0 4de ronde: V van UKR Kalashnykov: 0-3 |
| Rifat Yildiz         | -57kg (m)   | 5e          | 1ste ronde: W van MEX Fernández: 12-0 2de ronde: W van CUB Sarmiento: 4-1 3de ronde: vrij 4de ronde: V van KAZ Melnichenko: 0-3 5de ronde: V van UKR Khakymov: 2-3 5-6de plek: W van CUB Sarmiento: 0-0                                                  |
| Erik Hahn            | -74kg (m)   | 4e          | 1ste ronde: W van BLR Kopytov: 4-2 2de ronde: V van UKR Dzyhasov: 1-2 3de ronde: W van JPN Katayama: 5-2 4de ronde: W van HUN Berzicza: 3-1 5de ronde: vrij 6de ronde: W van RUS Iskandaryan: 8-5 bronzen finale: V van POL Tracz: 2-4                   |
| Thomas Zander        | -82kg (m)   | Zilver      | 1ste ronde: W van PER Isisola: 10-0 2de ronde: W van RUS Tsvir: 4-0 3de ronde: vrij 4de ronde: W van ISR Tsitsiashvili: 3-1 finale: V van TUR Yerlikaya: 0-3                                                                                             |
| Maik Bullmann        | -90kg (m)   | Brons       | 1ste ronde: W van EGY Ramadan: 3-0 2de ronde: W van BLR Sidorenko: 1-0 3de ronde: V van UKR Oliynyk: 2-4 4de ronde: W van BUL Dimitrov: 11-0 5de ronde: W van USA Waldroup: 4-0 6de ronde: W van TUR Başar: 4-0 bronzen finale: W van BLR Sidorenko: 2-0 |
| René Schiekel        | -130kg (m)  | 6e          | 1ste ronde: W van CHN Liu: 3-0 2de ronde: W van HUN Kékes: 2-0 3de ronde: vrij 4de ronde: V van USA Ghaffari: 0-4 5de ronde: V van MDA Mureiko: 0-5 5-6de plek: V van GRE Poikilidis: 0-3                                                                |

### Zeilen
| Olympiër                                 | Discipline             | Resultaat | Prestatie                                     |
| ---------------------------------------- | ---------------------- | --------- | --------------------------------------------- |
| Matthias Bornhäuser                      | mistral one design (m) | 10e       | 60,0 punten: (3-11-13-27-PMS-15-7-8-3)        |
| Michael Fellmann                         | finn (m)               | 20e       | 121,0 punten: (15-12-11-17-15-26-26-15-14-22) |
| Torsten Haverland Roland Rensch          | 470 (m)                | 12e       | 104,0 punten: (PMS-8-2-10-22-9-22-11-14-29-6) |
|                                          |                        |           |                                               |
| Sibylle Powarzynski                      | europe (v)             | 6e        | 75,0 punten: (18-3-4-7-10-10-25-18-21-4-1)    |
| Katrin Adlkofer Susanne Meyer-Bauckholt  | 470 (v)                | 5e        | 49,0 punten: (16-6-5-3-4-6-7-11-2-12)         |
|                                          |                        |           |                                               |
| Stefan Warkalla                          | laser                  | 5e        | 54,0 punten: (13-2-2-3-12-4-15-6-5-7-DSQ)     |
| Roland Gäbler Frank Parlow               | tornado                | 7e        | 48,0 punten: (15-8-11-1-12-9-9-2-2-1-5)       |
| Frank Butzmann Kai Falkenthal            | star                   | 10e       | 66,0 punten: (8-13-4-4-17-12-8-15-2-15)       |
| Thomas Flach Bernd Jäkel Jochen Schümann | soling                 | Goud      | 34,0 punten: (5-5-2-4-1-9-9-6-2-9)            |

### Zwemmen
| Olympiër                                                                                        | Discipline             | Resultaat | Prestatie                                            |
| ----------------------------------------------------------------------------------------------- | ---------------------- | --------- | ---------------------------------------------------- |
| Alexander Lüderitz                                                                              | 50m vrije slag (m)     | 21e       | serie 7: 7de in 23,06                                |
| Bengt Zikarsky                                                                                  | 50m vrije slag (m)     | 10e       | serie 7: 2de in 22,68 finale B: 2de in 22,73         |
| Christian Tröger                                                                                | 100m vrije slag (m)    | 10e       | serie 6: 5de in 50,06 finale B: 2de in 49,90         |
| Bengt Zikarsky                                                                                  | 100m vrije slag (m)    | 11e       | serie 7: 4de in 50,38 finale B: 3de in 49,91         |
| Aimo Heilmann                                                                                   | 200m vrije slag (m)    | 9e        | serie 4: 5de in 1.49,57 finale B: 1ste in 1.48,81    |
| Jörg Hoffmann                                                                                   | 400m vrije slag (m)    | 7e        | serie 4: 3de in 3.51,26 finale: 7de in 3.52,15       |
| Sebastian Wiese                                                                                 | 400m vrije slag (m)    | 10e       | serie 3: 3de in 3.53,55 finale B: 2de in 3.52,37     |
| Jörg Hoffmann                                                                                   | 1500m vrije slag (m)   | 7e        | serie 4: 2de in 15.18,61 finale: 7de in 15.18,86     |
| Steffen Zesner                                                                                  | 1500m vrije slag (m)   | 9e        | serie 5: 5de in 15.21,65                             |
| Ralf Braun                                                                                      | 100m rugslag (m)       | 10e       | serie 7: 2de in 55,73 finale: 7de in 55,56           |
| Stev Theloke                                                                                    | 100m rugslag (m)       | 14e       | serie 6: 5de in 56,26 finale B: 6de in 56,63         |
| Ralf Braun                                                                                      | 200m rugslag (m)       | 17e       | serie 6: 3de in 2.01,50                              |
| Stev Theloke                                                                                    | 200m rugslag (m)       | DNS       | serie 5: niet gestart                                |
| Mark Warnecke                                                                                   | 100m schoolslag (m)    | 10e       | serie 5: 1ste in 1.01,79 finale: 3de in 1.01,33 (NR) |
| Oliver Lampe                                                                                    | 100m vlinderslag (m)   | 21e       | serie 6: 6de in 54,56                                |
| Chris-Carol Bremer                                                                              | 200m schoolslag (m)    | 16e       | serie 5: 4de in 2.00,48 finale B: 8ste in 2.01,62    |
| Oliver Lampe                                                                                    | 200m schoolslag (m)    | 12e       | serie 6: 4de in 1.59,87 finale B: 4de in 2.00,08     |
| Christian Keller                                                                                | 200m wisselslag (m)    | 9e        | serie 4: 4de in 2.03,82 finale B: 1ste in 2.02,90    |
| Stev Theloke                                                                                    | 200m wisselslag (m)    | 12e       | serie 3: 5de in 2.04,23 finale B: 4de in 2.03,92     |
| Christian Tröger Bengt Zikarsky Björn Zikarsky Mark Pinger Alexander Lüderitz                   | 4x100m vrije slag (m)  | Brons     | serie 1: 1ste in 3.19,27 finale: 3de in 3.17,20      |
| Aimo Heilmann Christian Keller Christian Tröger Steffen Zesner Konstantin Dubrovin Oliver Lampe | 4x200m vrije slag (m)  | Brons     | serie 1: 2de in 7.22,17 finale: 3de in 7.17,71       |
| Stev Theloke Mark Warnecke Oliver Lampe Bengt Zikarsky                                          | 4x100m wisselslag (m)  | 4e        | serie 3: 1ste in 3.41,10 finale: 4de in 3.39,64      |
|                                                                                                 |                        |           |                                                      |
| Simone Osygus                                                                                   | 50m vrije slag (v)     | 14e       | serie 6: 5de in 26,00 finale B: 6de in 26,16         |
| Sandra Völker                                                                                   | 50m vrije slag (v)     | Brons     | serie 6: 2de in 25,45 finale: 3de in 25,14           |
| Franziska van Almsick                                                                           | 100m vrije slag (v)    | 5e        | serie 6: 2de in 55,80 finale: 5de in 55,59           |
| Sandra Völker                                                                                   | 100m vrije slag (v)    | Zilver    | serie 4: 1ste in 55,55 finale: 2de in 54,88          |
| Dagmar Hase                                                                                     | 200m vrije slag (v)    | Brons     | serie 5: 3de in 2.00,38 finale: 3de in 1.59,56       |
| Franziska van Almsick                                                                           | 200m vrije slag (v)    | Zilver    | serie 6: 1ste in 1.59,40 finale: 2de in 1.58,57      |
| Dagmar Hase                                                                                     | 400m vrije slag (v)    | Zilver    | serie 4: 2de in 4.11,17 finale: 2de in 4.08,30       |
| Kerstin Kielgaß                                                                                 | 400m vrije slag (v)    | 4e        | serie 5: 1ste in 4.08,99 finale: 4de in 4.09,83      |
| Dagmar Hase                                                                                     | 800m vrije slag (v)    | Zilver    | serie 3: 2de in 8.33,55 finale: 2de in 8.29,91       |
| Kerstin Kielgaß                                                                                 | 800m vrije slag (v)    | 4e        | serie 3: 3de in 8.36,33 finale: 4de in 8.31,06       |
| Antje Buschschulte                                                                              | 100m rugslag (v)       | 6e        | serie 3: 3de in 1.02,68 finale: 6de in 1.02,52       |
| Anke Scholz                                                                                     | 100m rugslag (v)       | 10e       | serie 5: 3de in 1.03,05 finale B: 2de in 1.02,85     |
| Cathleen Rund                                                                                   | 200m rugslag (v)       | Brons     | serie 5: 2de in 2.13,58 finale: 3de in 2.12,06       |
| Anke Scholz                                                                                     | 200m rugslag (v)       | 4e        | serie 4: 2de in 2.12,73 finale: 4de in 2.12,90       |
| Kathrin Dumitru                                                                                 | 100m schoolslag (v)    | 26e       | serie 3: 2de in 1.11,92                              |
| Kathrin Dumitru                                                                                 | 200m schoolslag (v)    | 31e       | serie 3: 6de in 2.37,07                              |
| Julia Voitovitsch                                                                               | 100m vlinderslag (v)   | 12e       | serie 4: 5de in 1.01,47 finale B: 4de in 1.01,14     |
| Sandra Völker                                                                                   | 100m vlinderslag (v)   | 10e       | serie 6: niet gestart                                |
| Sabine Herbst-Klenz                                                                             | 200m vlinderslag (v)   | 19e       | serie 4: 7de in 2.16,66                              |
| Sabine Herbst-Klenz                                                                             | 200m wisselslag (v)    | 11e       | serie 5: 5de in 2.18,00 finale B: 3de in 2.16,68     |
| Sabine Herbst-Klenz                                                                             | 400m wisselrslag (v)   | 12e       | serie 2: 1ste in 4.45,36 finale: 4de in 4.43,78      |
| Cathleen Rund                                                                                   | 400m wisselrslag (v)   | 21e       | serie 3: 8ste in 4.55,30                             |
| Sandra Völker Simone Osygus Antje Buschschulte Franziska van Almsick Meike Freitag              | 4x100m vrije slag (v)  | Brons     | serie 3: 2de in 3.44,06 finale: 3de in 3.41,48       |
| Franziska van Almsick Kerstin Kielgaß Anke Scholz Dagmar Hase Meike Freitag Simone Osygus       | 4x200m vrije slag (v)  | Zilver    | serie 3: 1ste in 8.08,58 finale: 2de in 8.01,55      |
| Antje Buschschulte Kathrin Dumitru Franziska van Almsick Sandra Völker                          | 4x100m wisselsslag (v) | 6e        | serie 3: 2de in 4.08,95 finale: 6de in 4.09,22       |

Afghanistan · Albanië · Algerije · Amerikaanse Maagdeneilanden · Amerikaans-Samoa · Andorra · Angola · Antigua‑Barbuda · Argentinië · Armenië · Aruba · Australië · Azerbeidzjan · Bahama's · Bahrein · Bangladesh · Barbados · België · Belize · Benin · Bermuda · Bhutan · Bolivia · Bosnië en Herzegovina · Botswana · Brazilië · Britse Maagdeneilanden · Brunei · Bulgarije · Burkina Faso · Burundi · Cambodja · Canada · Centraal-Afrikaanse Republiek · Chili · China · Chinees Taipei · Colombia · Comoren · Congo-Brazzaville · Cookeilanden · Costa Rica · Cuba · Cyprus · Denemarken · Djibouti · Dominica · Dominicaanse Republiek · Duitsland · Ecuador · Egypte · El Salvador · Equatoriaal-Guinea · Estland · Ethiopië · Fiji · Filipijnen · Finland · Frankrijk · Gabon · Gambia · Georgië · Ghana · Grenada · Griekenland · Groot-Brittannië · Guam · Guatemala · Guinee · Guinee-Bissau · Guyana · Haïti · Honduras · Hongarije · Hongkong · Ierland · IJsland · India · Indonesië · Irak · Iran · Israël · Italië · Ivoorkust · Jamaica · Japan · Jemen · Joegoslavië · Jordanië · Kaaimaneilanden · Kaapverdië · Kameroen · Kazachstan · Kenia · Kirgizië · Koeweit · Kroatië · Laos · Lesotho · Letland · Libanon · Liberia · Libië · Liechtenstein · Litouwen · Luxemburg ·  Macedonië · Madagaskar · Malawi · Malediven · Maleisië · Mali · Malta · Marokko · Mauritanië · Mauritius · Mexico · Moldavië · Monaco · Mongolië · Mozambique · Myanmar · Namibië · Nauru · Nederland · Nederlandse Antillen · Nepal · Nicaragua · Nieuw-Zeeland · Niger · Nigeria · Noord-Korea · Noorwegen · Oeganda · Oekraïne · Oezbekistan · Oman · Oostenrijk · Pakistan · Palestina · Panama · Papoea-Nieuw-Guinea · Paraguay · Peru · Polen · Portugal · Puerto Rico · Qatar · Roemenië · Rusland · Rwanda · Saint Kitts en Nevis · Saint Lucia · Saint Vincent en Grenadines · Salomonseilanden · Samoa · San Marino · Sao Tomé en Principe · Saoedi-Arabië · Senegal · Seychellen · Sierra Leone · Singapore · Slovenië · Slowakije · Soedan · Somalië · Spanje · Sri Lanka · Suriname · Swaziland · Syrië · Tadzjikistan · Tanzania · Thailand · Togo · Tonga · Trinidad en Tobago · Tsjaad · Tsjechië · Tunesië · Turkije · Turkmenistan · Uruguay · Vanuatu · Venezuela · Verenigde Arabische Emiraten · Verenigde Staten · Vietnam · Wit-Rusland · Zaïre · Zambia · Zimbabwe · Zuid-Afrika · Zuid-Korea · Zweden · Zwitserland